# Matilde Breyner
Matilde da Câmara de Melo Breyner (Lisboa, 13 de abril de 1984) é uma atriz portuguesa. Atuou na telenovela A Única Mulher, da TVI. 
Trabalha em televisão, teatro e cinema.

## Vida pessoal
Matilde da Câmara de Melo Breyner nasceu em Lisboa, no dia 13 de Abril de 1984. É filha de Pedro do Espírito Santo de Melo Breyner (filho do 6.º Conde de Mafra) e de D. Maria João Gonçalves Zarco da Câmara (filha do Conde da Ribeira Grande). 
A atriz é irmã de Pureza de Mello Breyner e ainda tem uma irmã mais nova, com o nome de Marina da Câmara de Melo Breyner e também tem um irmão chamado Tomás da Câmara de Melo Breyner. Matilde é prima direita do automobilista António Maria de Melo Breyner Félix da Costa e prima em segundo grau das também atrizes Patrícia Brito e Cunha e Ana Brito e Cunha.
Casou-se em Las Vegas, Condado de Clark, Nevada, com o actor Tiago Frederico de Valsassina Teodósio Palma Felizardo no dia 7 de Setembro de 2019..

## Carreira

### Televisão
| Ano         | Projeto                                 | Papel                  | Notas                 | Canal |
| ----------- | --------------------------------------- | ---------------------- | --------------------- | ----- |
| 2004        | Morangos com Açúcar - Férias de Verão 1 | Mariana                | Elenco Recorrente     | TVI   |
| 2005        | Dei-te Quase Tudo                       |                        | Elenco Adicional      | TVI   |
| 2005        | Inspetor Max                            | Carolina «Tininha»     | Atriz Convidada       | TVI   |
| 2012        | O Primogénito                           | Margarida              | Elenco Principal      | RTP1  |
| 2013        | A Mãe do Senhor Ministro                | Caetana Lapa           | Elenco Principal      | RTP1  |
| 2015 - 2017 | A Única Mulher                          | Maria Antónia Borralho | Elenco Principal      | TVI   |
| 2017 - 2018 | A Herdeira                              | Leonor Matias          | Elenco Principal      | TVI   |
| 2017        | Donos Disto Tudo                        | Vários papéis          | Participação Especial | RTP1  |
| 2018        | Verão M                                 | Beatriz Macedo         | Elenco Principal      | RTP1  |
| 2018        | Idiotas, Ponto.                         | Carolina               | Elenco Adicional      | RTP1  |
| 2021 - 2023 | Para Sempre                             | Eva Caldeira           | Co-Antagonista        | TVI   |
| 2022        | Rua das Flores                          | Rosa                   | Protagonista          | TVI   |
| 2023        | Cabelo Pantene - A Competição           | Ela Própria            | Mentora               | TVI   |
| 2024        | Congela                                 | Ela Própria            | Concorrente           | TVI   |
| 2025        | Batanetes                               | Lucinda Batanete       | Protagonista          | TVI   |
| 2025        | Funtástico                              | Ela Própria            | Jurada Convidada      | TVI   |

### Teatro
- Salon[2]
- Toc Toc (Teatro Tivoli BBVA)[2][3]
- Mais Respeito Que Sou Tua Mãe[2]
- Do Costume (Teatro da Comuna)
- As Optimistas (Teatro da Comuna)

### Cinema
- Árvore de Família[2]